# 猫 (DISH//の曲)
『猫』（ねこ）は、DISH//の楽曲。Sony Recordsから2017年8月16日に10枚目のシングル『僕たちがやりました』のカップリングとして発売された。後の2020年4月29日にYouTubeチャンネル『THE FIRST TAKE』にて披露されたアコースティックバージョンが『猫 〜THE FIRST TAKE ver.〜』として配信リリースされた。

## 概要
- 作詞・作曲はシンガーソングライターのあいみょん、編曲は音楽プロデューサーのトオミヨウが担当[13]。
- 2017年8月16日に発売された自身の10thシングル『僕たちがやりました』のカップリングとして収録[13]。
- あいみょんが、北村が主役を務めた映画『君の膵臓をたべたい#実写映画』にインスパイアされて書いた曲[15]。
- 2020年度の『第62回日本レコード大賞』の「優秀作品賞」を本曲で受賞した[16]。
- 2023年3月現在、『THE FIRST TAKE』の再生回数が「1億回」以上[17]、「猫」と「猫 〜THE FIRST TAKE ver.〜」のストリーミング再生回数が前者は3億回、後者は2億回[18]、即ち両バージョンの合算ストリーミング再生回数が「5億回」以上を記録しており、名実共に自身の代表曲となった。

## 略歴

### 2017年
- 8月16日に発売された自身の10thシングル『僕たちがやりました』のカップリングとして収録[13]。

### 2018年
- 11月14日、楽曲を提供したあいみょんが、同年10月7日に開催された『あいみょん × 渋谷La.mama共同企画「弾き語り-330-vol.6」』にて披露された同曲のセルフカバーのライブ音源を、あいみょんの6thシングル『今夜このまま』に収録[19]。

### 2020年
- 3月20日、YouTubeチャンネル『THE FIRST TAKE』にて、本曲をメンバーが事前にレコーディングしたアコースティックアレンジの音源に乗せて、ボーカルの北村匠海が一発録りで披露した映像が公開された[20]。これに対して北村は「ライブでもレコーディングでもない、本当に初めて味わう空間でした。緊張しましたが、メンバーがアコースティックバージョンで良い音を録ってくれたので、その音に助けられながら楽しく歌うことができました。」とコメントしている[20]。尚、同映像の総再生回数は1億回を突破している（2021年2月13日現在）。
- 4月15日、上述『THE FIRST TAKE』の再生回数が1000万回を突破したことを記念し、本曲のコード譜が公開された[21]。
- 4月29日、上述『THE FIRST TAKE』で披露したアコースティック音源が「猫 〜THE FIRST TAKE ver.〜」として配信リリースされた[14]。
- 6月2日、「猫 ～THE FIRST TAKE ver.～」の公式ミュージックビデオクリエイターをTikTokにて募集するキャンペーン「#あなたもMVクリエイター」を開始した[22]。同キャンペーンで選ばれたクリエイターと共に制作されたミュージックビデオの第1弾「Line Art」編が同年7月28日[23]、第2弾「Paper Dish」編が7月31日[24]、第3弾「Watercolor」編が8月7日[25]にそれぞれ公開された。
- 6月5日、テレビ朝日系『ミュージックステーション』にて、ボーカルの北村が上述「猫 〜THE FIRST TAKE ver.〜」をテレビ初披露した[26]。尚、自身のメンバーが同番組に出演するのは初である。
- 6月20日、上述YouTubeチャンネル『THE FIRST TAKE』内の企画「THE HOME TAKE」にて、本曲をメンバーがリモートで一発撮りしたバージョン披露した映像が公開された[27]。
- 6月26日、日本テレビ系『バズリズム02』にて、本曲のオリジナルバージョンをテレビ初披露した[28]。
- 11月13日、本曲を原案とするテレビ東京ドラマ25『猫』が放送開始された[29]。尚、同ドラマの主題歌も「猫 〜THE FIRST TAKE ver.〜」が起用されており[29]、エンディング映像にはメンバーも毎週出演している[30]。
- 11月3日、本曲の『THE FIRST TAKE』バージョンと写真家の桑島智輝による2019年発売の写真集『我我』と桑島の妻であり女優の安達祐実とのコラボレーションムービーが公開された[31]。同映像は、桑島が自らカメラを担当し、中には安達祐実を撮影したホームビデオも収録されており、夫婦ならではの「素」の表情が、さらに今回の作品を際立たせている[31]。
- 11月19日、音楽専門チャンネルMTVが、年間の優れたミュージックビデオを表彰する音楽アワード『MTV VMAJ 2020』のスペシャルイベント「MTV VMAJ 2020 -THE LIVE-」が開催され、話題を集めた映像作品・楽曲を数多く発表し、シーンの発展に貢献したアーティストに贈られる「Best Buzz Award」をDISH//が受賞[32]し、本曲と自身の配信限定シングル「僕らが強く。」を披露した[32]。
- 11月20日、「猫 〜THE FIRST TAKE ver.〜」が、『第62回日本レコード大賞』の優秀作品賞を受賞し[33]、12月30日に開催された同賞の最終選考会にて、同曲を北村のアカペラから始まるスペシャルバージョン[34]で披露した[16]。

### 2021年
- 2月3日、前述のYouTubeチャンネル『THE FIRST TAKE』での本曲の再生回数が9802万回を突破し、それまで1位だったLiSAの「紅蓮華」の約9801万回[注 1]を抜き、同チャンネル内で1位となった。
- 2月8日、前述のYouTubeチャンネル『THE FIRST TAKE』での本曲の再生回数が1億回を突破[35]。同チャンネルの動画の再生回数が1億回を突破するのは初である[17]。これに対し北村は、「凄すぎる。ゼロ何個かわかりません」「バンドとしても『猫～THE FIRST TAKE ver.～』という楽曲で昨年、色々な景色を見せていただきました」「これからもDISH//は4人でよりたくさんの人に音楽でたくさんの感情を与えていけるバンドになっていきたいと思います。これからも応援よろしくお願いします」とコメントした[17]。
- 2月24日、自身の4thアルバム『X』にて、本曲の『THE FIRST TAKE』バージョンが収録された[36]。尚、本曲が自身のアルバムに収録されるのは初である。

### 2022年
- 1月1日、自身のバンド結成10周年を記念したリテイクプロジェクト『再青』の第1弾として、本曲のリテイクバージョンが配信リリースされた[37]。

## THE FIRST TAKE
『猫 〜THE FIRST TAKE ver.〜』（ねこ ザ ファースト テイク バージョン）は、DISH//の楽曲。2020年4月29日に、YouTubeチャンネル『THE FIRST TAKE』で披露された「猫」のアコースティックバージョンとして、Sony Recordsから配信された。

### 収録曲（THE FIRST TAKE）
1. 猫 〜THE FIRST TAKE ver.〜
作詞・作曲：あいみょん
編曲：DISH//
  - テレビ東京ドラマ25『猫』主題歌[29]

## 再青
『猫 (in 2022)』（ねこ イン 2022）は、DISH//の楽曲。2022年1月1日にSony Recordsから『再青』第1弾として配信された。

### 概要（再青）
- 自身のバンド結成10周年を記念したリテイクプロジェクト『再青』の第1弾として、「I Can Hear」と同時リリースされた[37]。
- 配信時点のメンバー4人の演奏とボーカルでリテイクされている[37]。
- 本作のジャケット写真は、フォトグラファーの長田果純が担当[37]。
- 2022年4月6日、上述の『再青』のプロジェクト楽曲をコンパイルしたコンピレーション・アルバム『再』にて、本曲が収録され、同バージョンはCD初収録となった[47]。

### 収録曲（再青）
1. 猫 (in 2022)
作詞・作曲：あいみょん
編曲：トオミヨウ
  - テレビ東京ドラマ25『猫』主題歌[29]

## チャート成績
- 2020年3月26日、YouTubeチャンネル『THE FIRST TAKE』での総再生回数が100万回を突破[48]。その後、4月3日に500万回[49]、4月15日に1000万回[50]、6月14日に2000万回[51]、7月16日に3000万回[52]、8月16日に4000万回[53]、9月22日に5000万回[54]、10月18日に6000万回、11月18日に7000万回[55]、12月15日に8000万回[56]、翌2021年1月14日に9000万回[57]、2月8日に「1億回」[35]を突破した。
- 2020年9月24日、本曲のオリジナルバージョンと『THE FIRST TAKE』バージョンの合計ストリーミング再生回数が1億回を突破した[58]。更に、約1ヶ月半後の同年11月13日には合計1億5000万回[59]、2021年2月には合計2億回[17]、2021年5月現在は合計「3億回」を突破している[60]。
- 同年12月9日、2020年12月14日付のBillboard JAPANのストリーミング・ソング・チャート「Streaming Songs」にて、『THE FIRST TAKE』バージョンが3,904,558回再生を記録し、オリジナルバージョンを含めず、同バージョンのみで累計再生回数が「1億回」を突破した[61]。
- 2021年1月5日、2021年1月4日付のBillboard JAPANのストリーミング・ソング・チャート「Streaming Songs」にて、本曲のオリジナルバージョンが4,433,802回再生を記録し、『THE FIRST TAKE』バージョンを含めず、同バージョンのみで累計再生回数が「1億回」を突破した[62]。
- 2020年10月5日付のBillboard JAPANのダウンロード・ソング・チャート「Download Songs」にて、『THE FIRST TAKE』バージョンが週間9位、オリジナルバージョンが週間10位にランクインし、本曲が2曲トップ10にランクインした[63]。両バージョン共に、同チャートのトップ10にランクインするのは初である[63]。これにより、当週の本曲2曲の合計ダウンロード数が19,824ダウンロードとなり、当週1位だったYOASOBIの「夜に駆ける」の17,953ダウンロードを上回り、本曲が実質1位となった[64]。
- 2020年11月20日、『第62回日本レコード大賞』の「優秀作品賞」を受賞した[33]。

### 認定と売上
|                                | 認定 (RIAJ)        | 売上/再生回数      |
| 「猫」                         | 「猫」             | 「猫」             |
| ------------------------------ | ------------------ | ------------------ |
| ダウンロード                   | プラチナ           | 250,000* DL        |
| ストリーミング                 | トリプル・プラチナ | 300,000,000 回再生 |
| 「猫 ～THE FIRST TAKE ver.～」 |                    |                    |
| ダウンロード                   | プラチナ           | 250,000* DL        |
| ストリーミング                 | ダブル・プラチナ   | 200,000,000 回再生 |
| *認定のみに基づく売上/再生回数 |                    |                    |

## 受賞歴
- 第62回日本レコード大賞 - 優秀作品賞
- NexTone Award 2022 - Bronse Medal[68]

## 収録作品

### シングル
- 10thシングル『僕たちがやりました』

※オリジナルバージョンを収録。
- 配信限定シングル『猫 〜THE FIRST TAKE ver.〜』

※「THE FIRST TAKE」バージョンを収録。
- 13thシングル『No.1』

※「THE FIRST TAKE」のインストバージョンを収録。
- 配信限定シングル『猫 (in 2022)』

※「in 2022」バージョンを収録。

### アルバム
- 4thアルバム『X』

※「THE FIRST TAKE」バージョンを収録。
- 1stコンピレーションアルバム『再』

※「in 2022」バージョンを収録。